# Philadelphia Independence
El Philadelphia Independence va ser un club de futbol femení de la ciutat de Filadèlfia als Estats Units que va ser creat al 2009 i va ser dissolt al 2012.
Va competir a la WPS, l'antiga lliga professional dels EUA, i va ser subcampió del campionat al 2011.
0 
 0 
 0

## Temporades

### 2011
|                                                                                     | 6è                | No classificat      |                 |                |                  |                     |               |                    |
| Plantilla                                                                           |                   |                     |                 |                |                  |                     |               |                    |
| GK                                                                                  | Barnhart (11)     | V. Henderson (9)    |                 |                |                  |                     |               |                    |
| DF                                                                                  | Krzysik (20/0)    | McNeill (19/1)      | Robinson (19/0) | Johnson(17/1)  |                  |                     |               |                    |
| MF                                                                                  | Buczkowski (20/1) | T. DiMartino (19/2) | Farrelly (16/1) | Boquete (13/5) | Lohman (10/0)    | Lindsey (9/0)       |               |                    |
| FW                                                                                  | Kai (19/10)       | Sanderson (19/3)    | del Río (17/2)  | Adams (15/3)   | Rodriguez (12/4) | Magnusdóttir (12/1) | Rapinoe (4/1) | G. DiMartino (1/0) |
| Van ser convocades però no van jugar: GK Jones — DF Falk, K. Henderson — MF Fowlkes |                   |                     |                 |                |                  |                     |               |                    |